# Labena tinctipennis
Labena tinctipennis är en stekelart som beskrevs av Sievert Allen Rohwer 1920. Labena tinctipennis ingår i släktet Labena och familjen brokparasitsteklar. Inga underarter finns listade i Catalogue of Life.